# Ceferino Monforte
Ceferino Monforte (1842 - 1927) fue un aristócrata, abogado y político mexicano de ascendencia francesa, fue alcalde de Mérida, capital del estado de Yucatán, en el periodo que inició en 1896. Aparte, jugó un papel relevante en el Imperio de Maximiliano I de México, al dar asilo a la emperatriz Carlota de México por un periodo de ocho meses entre los años 1865 y 1866, durante la segunda intervención francesa.

## Biografía
Ceferino Monforte nació en 1842, vivió sus primeros años en la hacienda familiar. Originalmente, ingresó a un seminario para convertirse en sacerdote, no obstante, el carácter aristocrático de su familia lo condujo a estudiar leyes. Posteriormente, pasó a habitar la propiedad conocida como La Casa Grande de Monforte, la cual hoy en día es considerada patrimonio nacional mexicano. Ceferino contrajo matrimonio con Fidelia Zapata, posteriormente Fidelia de Monforte, proveniente de otra familia acaudalada de Yucatán.

## Estancia de la Emperatriz Carlota
Maximiliano de Habsburgo y Carlota de Bélgica constituyeron el Segundo Imperio Mexicano en el siglo XIX. Tras diversas complicaciones políticas, el Emperador Maximiliano decidió delegar un viaje que realizaría a la capital del estado de Yucatán, Mérida, en el año 1865, a la emperatriz Carlota. En ese punto de la historia, Yucatán era uno de los pocos estados de la república que apoyaban al imperio, debido a la presencia de numerosas familias aristocráticas. La emperatriz Carlota decidió permanecer en la Casa Grande de Monforte por poco más de ocho meses, donde se estableció una sala de trono. Ceferino, de 23 años, era el encargado de manejar los asuntos financieros y legales de la familia, dada su preparación en estas ramas.

## Carrera política
A lo largo de su vida, Ceferino Monforte ocupó diversos puestos administrativos en el estado de Yucatán y en su capital, Mérida. En 1893, comenzó como jefe político del estado; posteriormente, en 1894, fue nombrado presidente del tribunal de justicia. Después, fue alcalde de Mérida, la capital del estado de Yucatán, entre los años 1896 y 1897.

## Fallecimiento
Ceferino falleció el 19 de mayo de 1927, pocos meses después del fallecimiento de la emperatriz Carlota, a causa de una adinamia; no obstante, había tenido complicaciones de salud relacionadas con la próstata desde años atrás, los cuales causaron el abandono de su puesto como presidente del Monte de Piedad.

## Ascendencia
A mediados del siglo XVIII, Jean Marie de Montfort, el abuelo de Ceferino, emigró de Francia al estado de Yucatán, en México, donde vivió como hacendado. El apellido Montfort fue castellanizado a Monforte; Juan Santiago, padre de Ceferino, fue el primero en utilizar este nuevo apellido. Ceferino desciende, en parentesco cognático, de la Casa de Montfort, casa cadete de la Dinastía Capetiana que gobernó el Ducado de Bretaña desde el siglo XIV hasta el siglo XVI tras ganar la Guerra de Sucesión Bretona, volviendo a Ceferino descendiente directo de Hugo Capeto. El ducado de Bretaña fue una de las pocas entidades políticas del antiguo régimen francés que permitían la sucesión cognatícia o semi-sálica, sin tener un apego estricto a la ley sálica, lo cual permitió la supervivencia de la dinastía a través de la línea materna; esta circunstancia le habría otorgado a Ceferino, por tradición, un reclamo al título de Duque de Bretaña y a los títulos, tratamientos y condecoraciones ligadas a la corona ducal, reclamo que habría sido apoyado, en agradecimiento al asilo otorgado a la Emperatriz, por la Casa Imperial de México e, indirectamente, por el Emperador Napoleón III. No obstante, Ceferino nunca actuó sobre estos derechos.

## Descendencia
Los reclamos a los títulos familiares recaen en los descendientes de Ceferino siguiendo el principio de primogenitura, entre ellos destacan Humberto I, Humberto II, Humberto III, Gabriela y Maximiliano.